# Мілан Китнар
Мілан Китнар (словац. Milan Kytnár; 7 листопада 1990, м. Топольчани, ЧССР) — словацький хокеїст, центральний нападник. Виступає за «Слован» (Братислава) у Континентальній хокейній лізі.
Вихованець хокейної школи ХК «Топольчани». Виступав за ХК «Топольчани», «Келоуна Рокетс» (ЗХЛ), «Саскатун Блейдс» (ЗХЛ), «Ванкувер Джаєнтс» (ЗХЛ), «Оклахома-Сіті Баронс» (АХЛ), «Стоктон Тандер» (ECHL), «Едмонтон Ойлерс», ГПК Гямеенлінна.
В чемпіонатах НХЛ — 1 матч (0+0). В чемпіонатах Фінляндії провів 16 матчів (0+3).
У складі національної збірної Словаччини провів 6 матчів. У складі молодіжної збірної Словаччини учасник чемпіонату світу 2009. У складі юніорської збірної Словаччини учасник чемпіонату світу 2007.